# Осада Багдада (1638)
Осада Багдада 1638 года — 40-дневная осада и взятие османской армией под командованием султана Мурада IV города Багдад, который с 1624 года находился под контролем Сефевидской Персии.

## Предыстория
Багдад, который с 762 по 836 год являлся столицей Аббасидского халифата, был одним из важнейших городов средневекового исламского мира. Во второй половине средневековья Сельджуки, Кара-Коюнлу, Ак-Коюнлу и др. тюркские династии пытались получить контроль над этим престижным городом.
С 1508 года им правила зарождающаяся династия Сефевидов в Персии. В 1534 году, во время турецко-персидской войны, османский султан Сулейман I захватил город без каких-либо серьёзных сопротивлений, что было подтверждено заключённым в 1555 году Амасийским мирным договором. Однако спустя 90 лет, во время очередной турецко-персидской войны, он был отвоеван персидским шахом Аббасом I Великим.
Дальнейшие попытки нескольких османских сердаров вернуть город оказались безрезультатными. И тогда в 1638 году османский султан Мурад IV (праправнук Сулеймана I), который десятью годами ранее одержал победу над друзскими повстанцами и успешно осадил Реван (Ереван) в 1635 году, из-за чего его считали героем-воином, решил самостоятельно отвоевать город, поскольку он считал это своим долгом.
По словам Зараина-аги, ставшего свидетелем войны, для осады Багдада в османскую армию было мобилизовано 108 589 человек, состоящих из 35 000 пехотинцев, частично янычар и 73 589 кавалеристов.
Тем временем губернатор Багдада Бекташ-хан произвёл значительный ремонт укреплений, повреждённых в ходе предыдущих осад. Он также построил обширные внешние укрепления, чтобы не дать противнику приблизиться к стенам.

## Ход осады
Расстояние полёта птиц между Стамбулом и Багдадом составляет около 1600 км. По словам немецкого историка Йозефа фон Хаммера, османская армия преодолела это расстояние за 197 дней, имея между собой 110 плацдармов. По пути 17 августа 1638 года возле Урфы скончался великий визирь Байрам-паша.
Осада города началась 15 ноября 1638 года. Персы увеличили размер гарнизона города примерно в 4—5 раз. В городе было четыре главных ворот: Северные ворота Азамие или Имам-и Азам (Абу Ханифы), Южные ворота Каранлык (тёмные), Ак (белые) и ворота Кёпрю (мост). Османский обозреватель Зияеддин Ибрагим Нури описал городские укрепления следующим образом:
Городские стены имели высоту 25 метров и ширину от 10 до 7 метров, укреплённые земляными валами, чтобы выдерживать артиллерийские обстрелы, и защищённые широким и глубоким рвом. Они состояли из 114 башен между Северными и Южными воротами и ещё 94 башен, идущих параллельно Тигру.
Два паши были выставлены против первых двух ворот. Но новый великий визирь Тайяр Мехмед-паша заметил, что эти двое ворот очень хорошо укреплены. Поэтому он решил атаковать третьи ворота (Ак), которые казались менее укреплёнными.
Во время осады персы совершали вылазки численностью около 6000 человек одновременно, после чего последовало отступление в город и ещё 6000 человек для атаки. Подобные атаки значительно увеличили потери османов.
Осада продолжалась почти шесть недель. Великий визирь осторожно руководил осадой, чтобы минимизировать потери, однако под конец нетерпеливый Мурад призвал его к генеральной атаке. Атака увенчалась успехом, и 25 декабря 1638 года (к 116-й годовщине взятия Родоса Сулейманом I) город был взят штурмом. Однако в ходе финальных столкновений великий визирь был убит.
Хотя после падения Багдада его защитникам был предоставлен свободный проход в Персию, некоторые из них возобновили боевые действия у ворот Каранлык.

## Последствия
Людские потери во время осады у обеих сторон были серьёзными.
После захвата города Мурад IV приказал вырезать его шиитских жителей, в результате чего погибло более 20 тысяч человек, а также было сожжено множество шиитских книг.
Тем не менее вскоре новый великий визирь Кеманкеш Кара Мустафа-паша и представитель Сефевидов Сарухан начали мирные переговоры, и 17 мая 1639 года был подписан Зухабский договор, который установил постоянное равновесие сил в этом регионе. Хотя после этого были и другие войны, договоры, последовавшие за ними, представляли собой всего лишь ратификацию Зухабского договора.

## Память

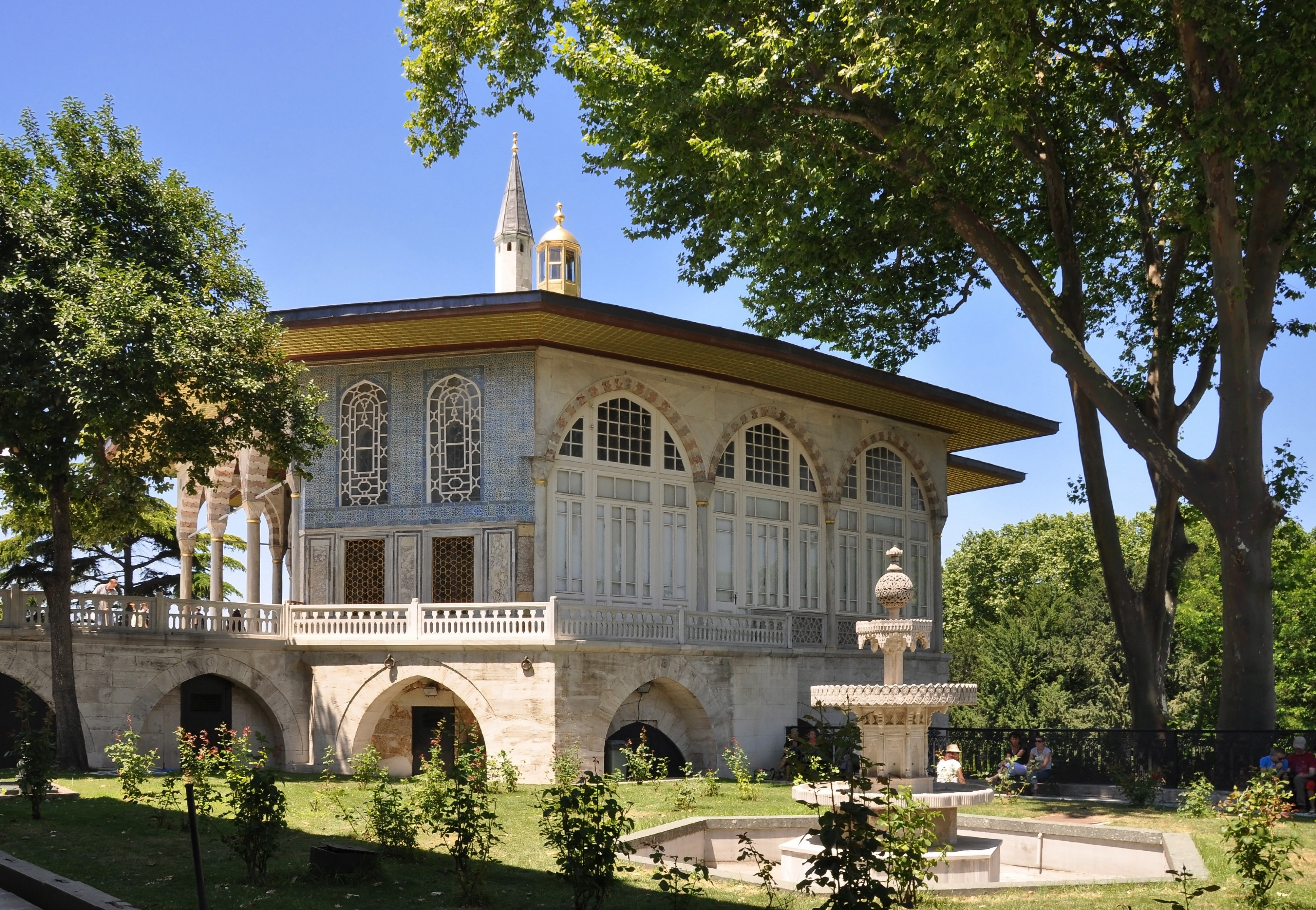
Багдад-Кёшк (Bağdad Köşkü)

После войны Мурад IV приказал построить в садах Топкапы два великолепных киоска: один в честь победы в Реване, а другой — в честь победы в Багдаде.